# Raymond Bellot
Raymond Bellot (* 9. Juni 1929 in Alfortville; † 24. Februar 2019 in Nantes) war ein französischer Fußballspieler. 

## Vereinskarriere
Der Halbstürmer gehörte fast anderthalb Jahrzehnte lang zu den Aktiven, die in Frankreichs höchster Spielklasse eingesetzt wurden, aber nie einen nationalen Titel in Meisterschaft bzw. Pokal gewannen oder durch spektakuläre Leistungen nachhaltig auf sich aufmerksam machten. Raymond Bellot begann und beendete seine Profikarriere in der Gegend, in der er geboren und aufgewachsen war: Von 1950 bis 1953 spielte er beim Pariser Racing Club, mit dem er als beste Platzierung 1951 Tabellen-13. wurde und in derselben Saison das Pokal-Viertelfinale erreichte, 1953 aber den Abstieg in die Division 2 nicht verhindern konnte. Und von 1959 bis 1964 stand Bellot bei dem anderen großen Hauptstadtklub der Nachkriegsjahrzehnte, Stade Français, unter Vertrag. Bis auf einen 10. Platz (1961/62) spielte er dort permanent – und insoweit erfolgreich, als man in den Abschlusstabellen immer zwischen Rang 14 und 16 pendelte – gegen den Abstieg.
Dazwischen allerdings lagen fünf Spielzeiten bei zwei südfranzösischen Vereinen mit deutlich besseren Resultaten. Mit dem Toulouse FC wurde er 1953/54 Vierter und 1954/55 sogar Vizemeister; dort hatte er in René Dereuddre einen Sturmpartner gefunden, mit dem er glänzend harmonierte. Dennoch wechselte er 1955 zur AS Monaco, spielte dort drei weitere Jahre lang ebenfalls um die Meisterschaft mit (zweimal Ligadritter und einmal Platz 5 im Endklassement) und erreichte im Pokal mit den Monegassen 1958 das Halbfinale, in dem sich dann allerdings Olympique Nîmes mit 2:1 durchsetzte, bevor Bellot nach Paris zurückkehrte.

### Stationen
- Racing Club de France (1950–1953, 52 Einsätze/0 Tore)
- Toulouse FC (1953–1955, 58/10)
- AS Monaco (1955–1958, 89/9)
- Stade Français Paris (1959–1964, 139/6)

Insgesamt 338 Spiele und 25 Tore in der Division 1.

## Als Reservist bei der Weltmeisterschaftsendrunde
Im Sommer 1958 gehörte Raymond Bellot auch zum WM-Kader Frankreichs, bestritt aber weder bei der Endrunde in Schweden noch sonst irgendwann ein A-Länderspiel. Ohnehin hatten ihn, wie einige andere Reservisten, Sélectionneur Paul Nicolas und Trainer Albert Batteux lediglich deshalb berufen, weil sie erhebliche Personalsorgen hatten, vor allem in der Offensive: Thadée Cisowski und René Bliard verletzten sich kurz vorher, und die in Algerien gebürtigen Rachid Mekhloufi, Abdelaziz Ben Tifour und Mustapha Zitouni (die beiden Letztgenannten waren Bellots Mitspieler in Monaco) hatten sich entschlossen, im Unabhängigkeitskampf ihres Heimatlandes den Front de Libération Nationale (FLN) gegen die französische Herrschaft zu unterstützen. Nachdem sie im April 1958 in einer algerischen FLN-Nationalauswahl gespielt hatten, berücksichtigte sie der französische Fußballverband nicht mehr, und so konnte Raymond Bellot sich anschließend ohne eine einzige Spielminute mit dem Erfolg eines WM-Dritten schmücken.